# The Video Collection: 1997-2003
The Video Collection: 1997–2003 è un DVD di raccolta del gruppo musicale finlandese HIM, pubblicato nel 2003.

## Tracce
1. Buried Alive By Love
2. The Funeral of Hearts
3. The Sacrament
4. Pretending
5. In Joy and Sorrow
6. Heartache Every Moment
7. Right Here in My Arms
8. Join Me in Death
9. Poison Girl
10. Gone With the Sin
11. Wicked Game
12. When Love and Death Embrace
13. The making of "Buried Alive By Love"
14. The making of "The Sacrament"
15. Interrogation Footage (Interviews)